# Adolfo Arenaza Basanta
 Adolfo Arenaza Basanta  (Bilbao) fue un empresario y político español, procurador a Cortes durante la dictadura franquista.

## Biografía
Militante albiñanista vizcaíno, perteneciente al Partido Nacionalista Español durante la Segunda República.
Durante la guerra civil española sirvió de enlace del general Mola. 
Fue fundador de la productora cinematográfica Hércules Films.
Fue procurador de representación sindical en la I Legislatura de las Cortes Españolas (1943-1946) por los empresarios del Sindicato Nacional del Espectáculo.